# Trude Raubitschek
Gertrude „Trude“ Raubitschek, in Australien auch Gertrude „Trude“ Roberts (* 16. April 1903 oder 16. April 1904 in Österreich-Ungarn; † 18. August 1987 in Australien) war eine österreichisch-australische Sportlerin.

## Leben
Trude Raubitschek gehörte dem SC Hakoah Wien an, den sie in diversen Sportarten vertrat. Neben Wintersportarten wie Eislaufen und Skifahren übte sie auch andere Sportarten wie Tennis, Schwimmen, Hockey und Bergsport aus. Im Feldhockey startete sie für Österreich in mehreren Länderkämpfen. Bei der zwischen 18. und 22. Februar 1936 stattfindenden Winter-Makkabiade in Banská Bystrica belegte sie in mehreren Disziplinen des Skisports einen ersten oder zweiten Platz. Im Laufe ihrer Karriere erhielt sie zahlreiche Sportauszeichnungen, insbesondere im Skifahren, und war Trägerin des Bronzenen Sportabzeichens.
Nach dem Anschluss Österreichs 1938 emigrierte sie mit ihrer Familie, der unter anderem auch die Kunsthandwerkerin, Textilkünstlerin und Musikerin Fritzi Raubitschek (1901–1997) und deren Tochter Renate Yates angehörten, im Jahre 1938 zuerst nach England und von dort im Jahre 1939 mit der MV Aorangi zusammen mit Mann und Tochter nach Australien, wo sie bis zu ihrem Tod mit dem Familiennamen Roberts lebte. Auch in Australien war sie noch als Sportlerin im Einsatz, dabei vor allem in ihrer Paradesportart, dem Skifahren. Ihren Mann Richard (1900–1981) überlebte sie um rund sechs Jahre und verstarb am 18. August 1987 in dem Land, in dem sie mittlerweile rund 50 Jahre lang gelebt hatte. Sie hinterließ die gemeinsame Tochter Lottie und die Enkeltochter Jane. Das Ehepaar Trude und Richard Raubitschek wurde am Northern Suburbs Memorial Gardens and Crematorium beerdigt.